# إدي واتسون
إدي واتسون (بالإنجليزية: Eddie Watson)‏ هو ممثل غاني، ولد في 22 مايو 1980 بمونروفيا في ليبيريا.

## وصلات خارجية
- إدي واتسون على موقع IMDb (الإنجليزية)